# Kraseatîci, Poliske
Kraseatîci (în ucraineană Красятичі) este localitatea de reședință a comunei Kraseatîci din raionul Poliske, regiunea Kiev, Ucraina.

## Demografie
Componența lingvistică a localității Kraseatîci
     Ucraineană (97,59%)
     Rusă (2,14%)
     Alte limbi (0,26%)
Conform recensământului din 2001, majoritatea populației localității Kraseatîci era vorbitoare de ucraineană (97,59%), existând în minoritate și vorbitori de rusă (2,14%).